# Nowa Synagoga w Kętrzynie
Nowa Synagoga w Kętrzynie – synagoga, która znajdowała się w Kętrzynie, na rogu obecnych ulic Ignacego Daszyńskiego i Powstańców Warszawy.
Synagoga została zbudowana w 1916 roku przez bogatych kupców i przedsiębiorców. W 1933 roku władze hitlerowskie nakazały zamknąć synagogę. Podczas II wojny światowej, w 1939 roku, hitlerowcy spalili synagogę i następnie rozebrali jej ruiny.
W listopadzie 2012 roku miejsce po synagodze upamiętniono tablicą wmurowaną w chodnik.